# Eutelia pertanda
Eutelia pertanda är en fjärilsart som beskrevs av Dyar 1925. Eutelia pertanda ingår i släktet Eutelia och familjen nattflyn. Inga underarter finns listade i Catalogue of Life.